# René Lyr

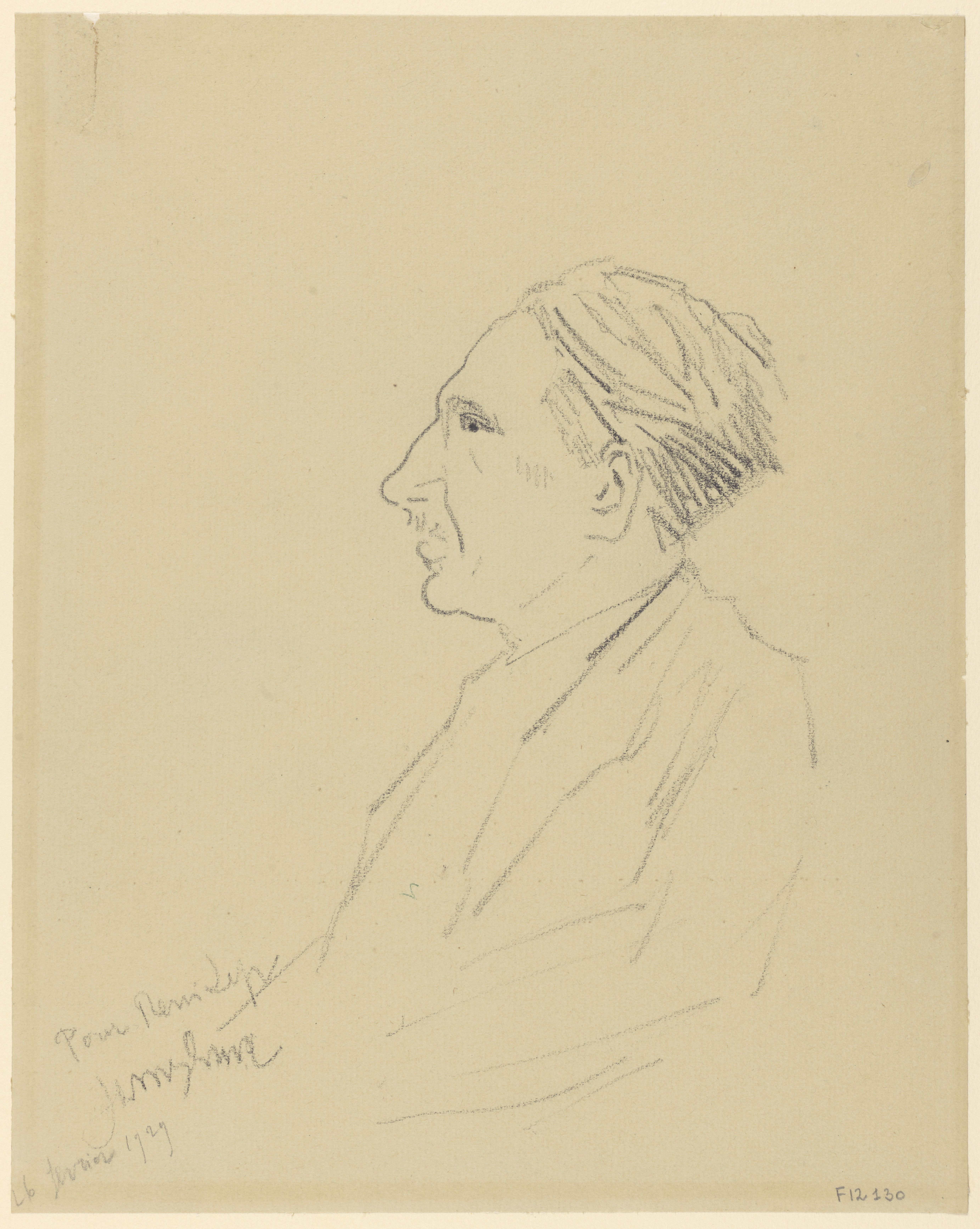
Portret van René Lyr getekend door James Ensor

René Lyr, pseudoniem van René Vanderhaeghe, (Couvin, 15 november 1887 - Ukkel, 8 oktober 1957) was een Belgisch Franstalig dichter, schrijver, musicoloog, kunstcriticus en tekenaar.

## Levensloop
In artistieke kringen was René Lyr actief in de Société de l’Art wallon en de Fédération des Artistes wallons. Hij was ook, in mindere mate, politiek actief als lid van 1919 tot 1940 van de Assemblée wallonne en als militant in het Comité de Politique nationale van Pierre Nothomb.
Onder zijn leiding werd in 1923 een eretableau gepubliceerd van alle tijdens de wereldoorlog overleden militairen en burgers, onder de titel Onze helden gestorven voor het vaderland. In 1930 leidde hij de publicatie van La Belgique Centenaire: Encyclopédie Nationale 1830-1930.
Geïnteresseerd in Waalse kunstenaars, meer bepaald musici, schreef hij over hen en promoveerde hun werken. Hij trad in het onderwijs zowel voor tijdens en na de Eerste Wereldoorlog. Van 1914 tot 1918 verbleef hij in Frankrijk en gaf er les. Na de oorlog werd hij musicoloog, kunstcriticus en journalist. Vervolgens werd hij directeur voor informatie en propaganda bij de Wereldtentoonstellingen in Brussel (1935), Parijs (1937), Luik (1939) en New York, Belgisch paviljoen (1939).
Tijdens de Tweede Wereldoorlog trad hij toe toe het verzet. Hij stichtte er de groep La Sapinière. Na de Bevrijding was hij voorzitter van La Wallonie indépendante, een beweging die Belgisch federalisme voorstond. Hij was ook gedurende vier jaar secretaris-generaal van het Onafhankelijkheidsfront. Van 1947 tot aan zijn dood was hij lid van het permanent comité van de Congrès national wallon. Hij behoorde ook in 1945 tot de stichters van de Belgische afdeling van de Alliance française, werd er stichtend voorzitter van en lid van de algemene raad in Parijs.
Van 1947 tot aan zijn dood was hij conservator van het Instrumentenmuseum in Brussel.
In 1949 publiceerde hij op 60 bladzijden de levendige jeugdherinneringen die hij had overgehouden aan zijn geboortestad.
Sinds zijn jeugd werkte hij mee aan literaire tijdschriften of gaf er zelf uit.

## Familie
René Lyr was de zoon van een Vanderhaeghe die afkomstig was uit Hastière en tot een familie behoorde die wortels had in Valenciennes. Zijn moeder was Catherine Sanglier. Uit zijn huwelijk had Lyr vijf kinderen, onder wie de kunstschilder en graveur Claude Lyr (1916-1995).

## Publicaties

### Gedichten
- Chants du Rêve, Brussel, Imprimerie Hoerée, 1908.
- Dans le Silence, Brussel, Librairie Spineux, 1908.
- Brises, Ed. de la Belgique artistique et littéraire, 1909.
- Rimes Fanées, Ed. de la Renaissance d'Occident, 1921.
- Ce livre enfin le tien, Ed. Nationales, 1949.
- De mes mains habitées, Parijs, Ed. Pierre Seghers, 1949.
- Transparences, Lyon, Les Ecrivains réunis, 1953.
- L'ombre à nos pas mêlée, Brussel, L'Afrique et le Monde, 1953.
- La présence intérieure, Parijs, Ed. Pierre Seghers, 1954 (Prix Paul-Verlaine de l'Académie Française, 1957).
- Rétrospective, Lyon, Les Ecrivains réunis, 1954.
- Vingt bandeaux chinois, Luik, Ed. Georges Thone, 1955.
- Mes oiseaux, Doornik/Parijs, Ed. Unimuse, 1956.
- Fleurs de mon jardin, Doornik/Parijs, Ed. Unimuse, 1957.
- Rythmes, Doornik/Parijs, Ed. Unimuse, 1957.
- Quintes Quintaines, Doornik/Parijs, Ed. Unimuse, 1957.
- Provence, Doornik/Parijs, Ed. Unimuse, 1957.
- Mythologie, Doornik, Ed. Unimuse, 1957.
- Les Limites franchies, (postuum), Doornik, Ed. Unimuse, 1957.
- Dans le soir prolongé, (postuum), Doornik, Ed. Unimuse, 1957.
- René Lyr:les mots et les couleurs 1924-1940, Doornik, Ed. Unimuse, 1978.

### Proza
- Histoire de la musique et des musiciens belges, in samenwerking met Paul Gilson, Encyclopédie de la Musique, Parijs, Ed. Delagrave, 1913.
- Lettres à Régine, 1922.
- Histoire de l'Orgue, in samenwerking met Louis de Bondt, Prix d'Histoire et de la Critique de l'Académie Royale de Belgique (1921), Parijs-Brussel, Ed. des Gaules, 1924.
- Les Musiciens impressionnistes, Brussel, Ed. de l'INR, 1938.
- Mon ami Louis Thévenet, Brussel, Ed. Nationales, 1945.

## Eerbetoon
- Het bronzen borstbeeld van René Lyr door de beeldhouwer Auguste Puttemans werd in 1960 geplaatst in Couvin. Het werd door vandalen gestolen. In vervanging plaatste het gemeentebestuur in 1967 een stenen beeld door Léandre Grandmoulin.
- Een medaillon met afbeelding van René Lyr door beeldhouwer Dolf Ledel werd in 1970 in Ukkel geplaatst, in de laan die zijn naam draagt.
- Ukkel heeft een René Lyrlaan.